# Oecetis aeoloptera
Oecetis aeoloptera là một loài Trichoptera trong họ Leptoceridae. Chúng phân bố ở miền Australasia.